# Murciélago Velázquez
Jesús Velázquez Quintero (Dolores Hidalgo, 22 de febrero de 1910 - Ciudad de México, 26 de mayo de 1972), más conocido como El Murciélago Enmascarado y el Murciélago Velázquez, fue un luchador profesional mexicano que estuvo activo desde 1938 hasta 1956. Tras abandonar la lucha libre profesional, se convirtió en actor y guionista de cine.

## Biografía

### Inicios y carrera como luchador
Velázquez fue el cuarto luchador en México en usar una máscara de lucha y el segundo mexicano en trabajar como enmascarado en la historia de la lucha libre, detrás de su predecesor La Maravilla Enmascarada. Fue una de las estrellas originales del mundo de la lucha libre, cuando estaba en sus etapas iniciales. Su primera aparición en la Arena México fue el 3 de abril de 1938 (como el Murciélago Enmascarado) en un encuentro en contra de Jack O'Brien, quien ganó el encuentro cuando el novato fue descalificado a través de un fallo por castigo excesivo.
En agosto de 1939 participó en un torneo para coronar al campeón nacional de peso medio. Derrotó a Jack O'Brien, Ciclón Veloz y Caballero Lee en las luchas previas, pero perdió la final ante Dientes Hernández. En 1940, comenzó una rivalidad con Octavio Gaona; esto condujo a Gaona a un desafío con el Murciélago en una lucha máscara vs cabellera.
El 18 de julio de 1940, Gaona ganó y el Murciélago fue desenmascarado; esto lo convirtió en el primer luchador en México en ser obligado a desenmascararse, perdiendo una lucha de apuestas ante Octavio Gaona y creando el tipo de combate más prestigioso en la lucha libre. Antes de perder la máscara, Velázquez había apilado cuatro "cabelleras", la de Merced Gómez, Bobby Bonales, Dientes Hernández y Ciclón Veloz.
En enero de 1942, Octavio Gaona llegó a la final del torneo y Velázquez lo enfrentó y lo derrotó para coronarse campeón nacional. El 19 de marzo de 1943 perdió su cinturón de campeón nacional ante El Santo. En 1946, Velázquez tuvo un gran resurgimiento, acumulando un récord de 21 luchas ganadas consecutivas en tan sólo dos caídas. Gory Guerrero cortó su racha. Después de su retiro, fue el jefe de la Comisión de Boxeo y Lucha de la Ciudad de México por un tiempo.

### Carrera en el cine y fallecimiento
Cerca del final de su carrera en el ring, Velázquez comenzó a actuar en varias películas mexicanas, trabajando con El Santo y Blue Demon. También se involucró en los aspectos creativos de la creación de películas, escribiendo varios guiones e historias a lo largo de los años.
En la medianoche del 26 de mayo de 1972 Velázquez falleció a causa de una cirrosis hepática. La última película para la que escribió la historia, La mujer del diablo, se estrenó dos años después de su muerte.

## Filmografía

### Como actor
- 1957 - Ladrón de cadáveres
- 1957 - La momia azteca
- 1957 - La maldición de la momia azteca
- 1957 - Furias desatadas
- 1958 - La momia azteca contra el robot humano
- 1959 - El hombre del alazán
- 1960 - Los tigres del ring
- 1960 - Ladrón que roba a ladrón
- 1960 - El torneo de la muerte
- 1961 - Guantes de oro
- 1962 - Camino de la horca
- 1963 - El señor tormenta
- 1963 - Las luchadoras contra el médico asesino
- 1964 - Las luchadoras contra la momia
- 1966 - Duelo de pistoleros
- 1967 - La isla de los dinosaurios
- 1968 - La sombra del murciélago
- 1968 - Blue Demon contra los cerebros infernales